# 캣츠 (뮤지컬)
캣츠(영어: Cats)는 T. S. 엘리엇의 시, 《지혜로운 고양이가 되기 위한 지침서》를 기반으로, 앤드루 로이드 웨버가 작곡을 하고, 1981년 영국 런던 웨스트 엔드에서 초연을 했고, 1982년 브로드웨이에 진출한 뮤지컬이다.  세계에서 흥행에 가장 성공한 뮤지컬 중 하나이며, 세계 4대 뮤지컬로 불리기도 한다. 이 뮤지컬 중 《메모리》는 대한민국에도 널리 알려진 곡이 되었다.
애드매투스, 앨론조, 애스파라거스, 그리자벨라 등 개성적인 고양이들이 도시의 쓰레기장을 배경으로 춤과 노래를 펼친다. 인간이 전혀 나오지 않는 색다른 연출과 안무에 관객도 처음에는 당황했지만 곧 큰 히트를 했다. 또한 뉴욕에서의 연속 상연 횟수는 2006년 1월에 《오페라의 유령》이 그 기록을 깰 때까지는 최장 롱런 공연 기록을 가지고 있었다. 기타 대한민국을 비롯하여, 일본 등 여러 나라에서도 공연되었다.

## 개요
이 뮤지컬은 영국의 시인 T. S. 엘리엇의 《지혜로운 고양이가 되기 위한 지침서》(Old Possum's Book of Practical Cats)에 나오는 14편의 시를 기초로 하여 앤드루 로이드 웨버가 곡을 붙여서 무대화하였다. 하지만 일부 곡은 연출가 트레버 넌 등에 의해 작사되었다. 대표곡인 《메모리》는 T·S. 엘리엇의 미완의 초고를 바탕으로 트레버 넌이 새롭게 가사를 쓴 것이다.
트레버 넌의 연출로 1981년 5월 11일에 런던 웨스트 엔드의 ‘뉴런던극장’에서 초연되었다. 런던에서의 공연은 무대 전체가 회전하는 회전 무대를 사용하여, 개막할 때는 180도 회전된 무대를 사용했다.
초연 때 매춘부 고양이 그리자벨라를 주디 덴치가 연기할 예정이었지만 사고로 출연할 수 없기 때문에, 대역으로 《에비타》의 주역을 맡은 일레인 페이지가 발탁되어 그녀의 노래 《메모리》가 세계적인 히트송이 되었다.
또한 각 나라마다 공연 시기에 따라 연출이 미묘하게 변화하기 때문에 등장하는 고양이의 수, 종류와 안무가 다른 경우가 많다.
1982년에는 뉴욕에서 상연되었다. 미국의 뉴욕 브로드웨이에서는 약 20여 년간 공연이 된 끝에 2000년 9월에 막을 내렸고, 영국 런던 웨스트엔드에서는 2002년 5월 11일 9000회를 마지막으로 종연하였다.

## 제작

### 오리지널 스탭
- 제작: 캐머런 매킨토시
- 연출 : 트레버 넌
- 작곡 : 앤드류 로이드 웨버
- 원작, 가사 : T. S. 엘리엇 《지혜로운 고양이기 되기 위한 지침서》(The Old Possum 's Book of Practical Cats)
- 대본 : 앤드류 로이드 웨버, 트레버 넌
- 안무 : 질리언 린

### 등장 고양이
이 뮤지컬에는 다음과 같은 고양이들이 등장한다.
- 제니애니돗츠(Jennyanydots, The Old Gambie Cat)

온화한 아줌마 고양이로 쥐에서 바퀴벌레까지 교육하려고 한다. 감비(Gambie)라는 이름은 검(gum)에서 파생된 말로 "껌처럼 들러붙어 떨어지지 않는 모습"을 의미한다.
- 그롤 타이거(Growl tiger)

깡패 해적 고양이. 레이디 그리들본과 데이트하고 있는 곳에서 적에게 기습을 받아 받아 쓰레기와 함께 사라진다. 그롤(Growl)이라는 이름은 "으르릉"이라는 뜻이며, 타이거는 호랑이를 나타낸다.
- 럼 텀 터거(Rum Tum Tugger)

비뚤어진 이기심을 가진 고양이. 럼은 "색다른" 또는 "럼주"를 뜻하며, 텀(tum)은 "폰(타악기)'과 '호른(현악기)"이 내는 소리를 나타내는 의성어이다. 터거(Tugger)는 Tug(끌다)와 Tigger(호랑이)의 합성어이다.
- 멍고제리(Mungojerrie)

악명 높은 도둑 고양이로 럼펠티저와 콤비를 이룬다.
- 럼펠티저(Rumpelteazer)

악명 높은 도둑 고양이로 멍고제리와 콤비를 이룬다. 티저(teazer)라는 이름은 "위협하는 사람, 말썽 꾸러기" 등의 뜻을 나타낸다.
- 올드 듀토로노미(Old Deuteronomy)

오랫동안 산 장로 고양이로 부인 아홉의 죽음을 간호했다고도 전해지고, 99명의 부인의 죽음을 간호했다고도 전해 진다.
- 럼퍼스캣(Rumpuscat)

딱딱한 대두목고양이. 깡패 개 패거리조차도 두려워한다. 럼퍼스는 ‘소동’, ‘혼란’의 의미
- 미스토펠리스(Mr.Mistoffelees)

위대한 마법 고양이. 과묵하고 몸집이 작은 검은 고양이로 이름의 유래는 《파우스트》에 등장하는 악마 메피스토펠레스(Mephistopheles)를 뜻한다.
- 매캐비티(Macavity)

마피아 고양이계의 나폴레옹. 스코틀랜드 야드도 애를 먹이는 존재다. 이름은 셜록 홈즈 시리즈에 등장하는 제임스 모리아티와 이탈리아의 정치 사상가 니콜로 마키아벨리에서 유래한다.
- 거스(Gus)

몰락한 극장 고양이.  마왕 역으로 일세를 풍미했다. 본명은 아스파라거스.
- 버스토퍼 존스(Bustopher Jones)

살찐 귀족 고양이. 많은 단골 클럽을 가지고 있다.
- 스킴블샹크스(Skimbleshanks)

유능한 철도 고양이. 야간 열차 《메일》호의 운항을 맡고 있다.

## 상연 기록
- 런던 : 1981년 초연, 약 21년간 롱런 공연, 연속 상연 횟수 8950회.
- 뉴욕 : 1982년 초연, 약 18년간 롱런 공연, 연속 상연 횟수 7485회.
- 일본 : 1983년 초연 이후 일부 지역에서 공연되어, 일본에서 역대 최다 공연 기록을 가지고 있다.